# Canuto IV de Dinamarca
Canuto IV, el Santo (en danés, Knud den Hellige) (1040-1086) reinó en Dinamarca desde 1080 hasta su asesinato en 1086. Era hijo ilegítimo de Svend II. Sucedió a su hermano Harald III Hen. En la Iglesia católica es llamado San Canuto.
Canuto quiso establecer una autoridad real fuerte basada en una iglesia fuerte. Además ansiaba el título de rey de Inglaterra porque era bisnieto de Canuto el Grande, que reinó en Inglaterra, Dinamarca y Noruega desde 1016 hasta 1035. Cuando Canuto intentó que los campesinos de Jutlandia lo acompañaran en una incursión contra Inglaterra y su monarca Guillermo el Conquistador, esto produjo una rebelión y los campesinos acabaron con él dentro de la iglesia de madera de San Albano en Odense, y también con su hermano Benedicto y otros diecisiete seguidores. Canuto IV fue atravesado por una lanza mientras clamaba al cielo en el altar de la iglesia.
En 1101 fue canonizado convirtiéndose en santo, y en 1300 él y su hermano fueron enterrados en la nueva Catedral de San Canuto, en Odense.

## Reinado
En su reinado aumentó el poder real y otorgó privilegios al clero al que enriqueció profundamente y cuya fe se propuso extender. Canuto luchó contra sus enemigos bárbaros y convirtió Curlandia y Livonia al cristianismo.
Canuto se casó con Adela de Flandes, hija de Roberto I, conde de Flandes, y tuvo un hijo, Carlos el Bueno, que sería también conde de Flandes.
Su símbolo es una lanza o flecha, en memoria del arma que le mató.

## Festividad
Su memoria litúrgica tiene lugar el 10 de julio en el rito romano de la Iglesia católica; anteriormente se celebraba el 19 de enero. Se celebra el 13 de enero en Finlandia y Suecia.